# Museo d'arte sacra della Marsica
 (septembre 2022).
Si vous disposez d'ouvrages ou d'articles de référence ou si vous connaissez des sites web de qualité traitant du thème abordé ici, merci de compléter l'article en donnant les références utiles à sa vérifiabilité et en les liant à la section « Notes et références ».
Le Musée d'Art sacré de la Marsica (en italien : Museo d'arte sacra della Marsica ) est un musée d’art et d'archéologie situé à Celano dans la région des Abruzzes.

## Description
Il Museo d'Arte Sacra della Marsica comporte neuf salles situées à l'intérieur du Château Piccolomini de Celano.
Le château a été fondé entre la fin du Trecento et la fin Quattrocento par la puissante famille Piccolomini.
Dès l'entrée, dans la cour se trouvent les restes de fresques datant du XVe siècle et certaines salles au rez-de-chaussée conservent des pièces archéologiques.
Au premier étage débute l'exposition proprement dite. Les salles regroupent les principales types d'expression artistique de la Marsica : sculpture, peinture, orfèvrerie et parures sacrées, textile depuis le XIIe jusqu'au XVIIIe siècle.
Les principales pièces sont: 
- Crucifixion de l'école de Vincenzo Foppa
- Madonna (buste) (1440 env.) d'Andrea de Litio considérée par les historiens de l'art comme étant sa première œuvre.
- Collection de peintures en style byzantin,
- Vierge à l'Enfant divers exemplaires datant du XIIIe siècle.

Certaines pièces exposées proviennent de l'église Santa Maria in Cellis de Carsoli et de l'église San Pietro d'Alba Fucens, commune de Massa d'Albe.
La collection Torlonia comporte 184 pièces et 344 pièces de monnaie en bronze d'époque romaine qui ont été récupérées pendant l'assèchement du lac Fucin.
Parmi les pièces archéologiques se trouve une tête d'Aphrodite du IIIe et IIe siècles av. J.-C.

## Salle 1 - Stèles
Dans cette salle sont exposées 27 stèles provenant de l'église San Pietro, d'Alba Fucens, datant du XIe et XIIe siècles.

## Salle 2 - Panneaux en bois
- Panneaux (anonyme, 1132)

Les panneaux proviennent de l'église Santa Maria à Cellis, Carsoli et sont datés de 1132. Après le séisme de 1915, ils ont été transportés au Museo Nazionale d'Abruzzo puis rendus à Celano.
Sur les panneaux sont représentés des scènes de Vie du Christ : l'Annonciation, la Visitation, la Nativité, l'Annonce faite aux Bergers, l'Adoration des Rois Mages, le Massacre des Innocents, la Présentation au Temple, le Christ avec les Docteurs au Temple, les deux derniers sont illisibles.
- Panneaux (anonyme, XIIe siècle)

Les panneaux proviennent de l'église San Pietro d'Alba Fucens et sont très abimés.
L'auteur par affinité stylistique est probablement le même qui a réalisé celles de Carsoli. Les panneaux ont été d'abord transférés à Rome pour leur restauration, puis exposés au Musée du Palais de Venise, puis au Musée de L'Aquila et enfin déposés à Celano.

## Salle 3 - Pinacothèque
- Madonna del Latte, tempera sur bois, peintre anonyme du XIIIe siècle

Provient de l'église Santa Vittoria de Carsoli. L'œuvre a été abîmée lors du séisme de 1915, et sa lecture artistique est compliquée mais fait partie de la production des Madonne del Latte très présente dans les Abruzzes.
- Madonna del Latte, tempera sur bois, peintre anonyme du XIIIe siècle

Provient de l'église Santa Maria Nuova de Collelongo. La peinture a été restaurée en 1950 et est bien conservée. Il s'agit d'une seconde Madonna del Latte œuvre probable d'un artiste local. Sur la partie basse se trouvent trois figures peu visibles : un évêque, un saint et un donateur.

## Sources
- Notices d'autorité :   - VIAF
  - LCCN
  - GND
  - WorldCat

- (it) Cet article est partiellement ou en totalité issu de l’article de Wikipédia en italien intitulé « Museo d'arte sacra della Marsica » (voir la liste des auteurs).